# Hotline Miami 2: Wrong Number
Hotline Miami 2: Wrong Number es un videojuego de acción en 2-D con punto de vista cenital, desarrollado por Dennaton Games y publicado por Devolver Digital. Siendo una secuela de Hotline Miami, Wrong Number tiene lugar antes y después de los acontecimientos de su predecesora, y se centra en las consecuencias de las acciones dadas por el protagonista anterior, Jacket, quién destruye la mafia rusa a petición de los misteriosos mensajes que le llegan al teléfono.

## Jugabilidad
La jugabilidad de Wrong Number es casi idéntica a la de su predecesor, pero Hotline Miami 2 contiene un modo de mayor dificultad nuevo, desbloqueable después de completar la historia en el modo normal. En el modo Difícil, los enemigos son más difíciles de matar y algunas capacidades del jugador son limitadas como la de "marcar al enemigo".
Existen trece personajes jugables en vez de solo Jacket y Biker del primer juego; cada uno con sus interpretaciones propias a mesura de que se descubre la historia. La mecánica de las máscaras se da de nuevo con el retorno de algunas del juego anterior y otras nuevas que ofrecen nuevas capacidades y estilos. Cada personaje tiene unas capacidades especiales propias: Corey puede dar volteretas y esquivar el fuego enemigo; Mark lleva dos subfusiles y puede separar los brazos, disparando hacia derecha e izquierda simultáneamente; los puños de Tony matan de un golpe a todos los enemigos regulares y abaten a los enemigos pesados para rematarlos a continuación; Alex y Ash utilizan una motosierra y una pistola respectivamente, siendo controlados por el jugador de forma simultánea. Al comienzo de cada nivel están disponibles diferentes personajes o grupos de personajes, siendo cada capítulo parte de la historia desde la perspectiva de dichos personajes.
Un editor de niveles fue añadido posteriormente, y ofrece al jugador diversas opciones para crear sus propios niveles e historias. El diseño de los niveles de Hotline Miami 2 resulta en niveles de mayor dimensión, teniendo así otro tipo de jugabilidad.

## Historia
Hotline Miami 2 tiene lugar en un orden anacrónico, con partes de antes y después de los acontecimientos dados en la primera entrega, centrándose más en el después desarrollado entre octubre y diciembre de 1991. Durante los acontecimientos de Hotline Miami, el personaje jugador, "Jacket," es manipulado para que termine con el liderazgo de la mafia rusa por parte de 50 Blessings, una célula terrorista neonacionalista enmascarada como un grupo activista pacífico. "Richard", una figura misteriosa con una máscara de gallo que ocasionalmente se aparece a Jacket en el juego original, se aparece en diversos momentos a los personajes del juego. El jugador controla estos individuos en una serie de líneas narrativas cruzadas explorando tanto el pasado y las consecuencias de las matanzas de Jacket.
Después de que sus matanzas, Jacket es arrestado y llevado a juicio. Ha ganado una notoriedad nacional; el tutorial del juego se da con una adaptación cinematográfica describiéndolo como "The Pig Butcher." La estrella de la película, Martin Brown, muere más tarde cuándo accidentalmente es disparado con la munición real en el rodaje. Un periodista, Evan Wright, está escribiendo un libro sobre Jacket e intenta descubrir más sobre las personas que se esconden detrás. Evan recibe pistas de Manny Pardo, un agente de policía psicótico qué utiliza su ocupación para producir matanzas durante operaciones de vigilancia.
"Los Fans," cinco asesinos en busca de emoción que emulan las acciones de Jacket, llevan a cabo una serie de asesinatos contra otros delincuentes. Consecuentemente, matan a un antiguo secuaz de la Mafia rusa, liderada ahora por el hijo del jefe original. Cuando "the Son" intenta comunicarse con este antiguo secuaz, los Fanes siguen las indicaciones dadas en la llamada para atacar su guarida nueva. Todos los Fanes mueren durante este ataque; Tony, su último superviviente, es asesinado personalmente por Pardo, negándole así sus "Quince minutos de fama".
La historia de "El Soldado" el dueño de tienda del juego anterior, muestra a este luchando una guerra perdida contra Rusia en Hawái al lado de Jacket, eventos anteriores a los acontecimientos del primer juego. El Soldado salva la vida de Jacket durante la última de sus misiones, pero muere más tarde durante un ataque nuclear a San Francisco, revelando así que sus apariciones en el juego anterior son alucinaciones. El juego también sigue dos otros agentes de 50 Blessings del juego original, Jake y Richter. Jake se da cuenta de que la oficialmente pacífica 50 Blessings está dándole las órdenes cuándo conoce a uno de sus representantes y les alaba. Si es evitado el destino descrito en el juego original, en el que es capturado y asesinado por la Mafia rusa durante una misión, es asesinado de todos modos por 50 Blessings para silenciarle. Se revela que Richter, el agente que mata la novia de Jacket, es reacio a trabajar por 50 Blessings hasta que amenazan a su madre enferma. al igual que Jacket, Richter es capturado y encarcelado, pero consigue escaparse.